# 歌詩達賽琳娜號

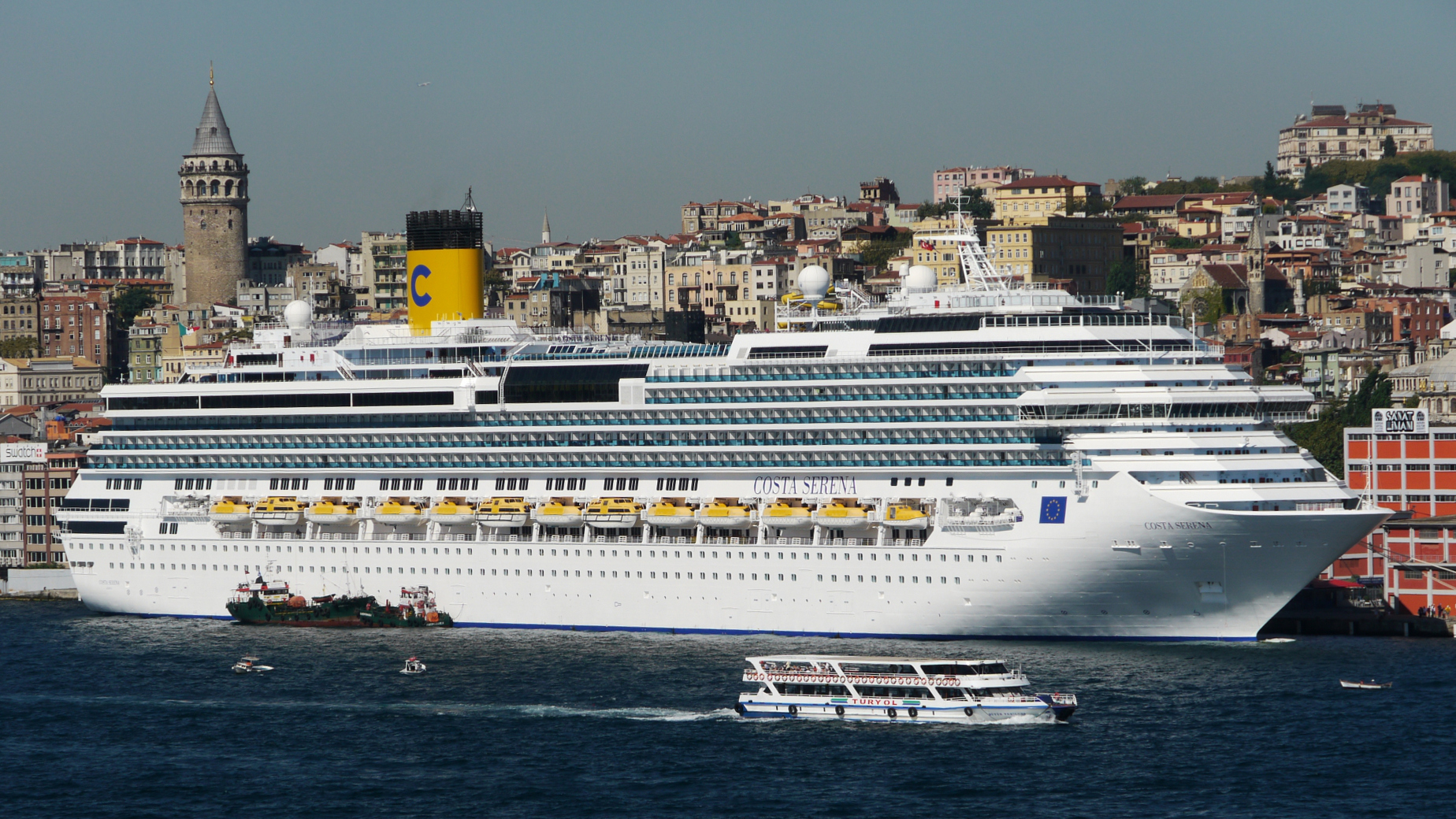
攝於2010年伊斯坦堡

歌詩達賽琳娜號是意大利歌詩達郵輪旗下的一艘遊輪，由芬坎蒂尼集團建造。該遊輪于2005年下水。 2007年5月19日首航。2015年，歌詩達賽琳娜號母港搬到上海的吴淞口国际邮轮码头，而且往來於上海與日韓之間。這些航線专为中国游客设计，而且遊輪班次仅可通过中国旅行社预订。2022年10月，受新冠疫情影响，赛琳娜号陆续关闭了中国、日本、韩国、东南亚航線。2025年6月，歌诗达赛琳娜号的母港又回到了上海吴淞口国际邮轮港。